# Schönbeck
Schönbeck est une commune rurale allemande du Mecklembourg située dans l'arrondissement du Plateau des lacs mecklembourgeois et le canton de Woldegk, au sud-est de l'État du Mecklembourg-Poméranie-Occidentale. Sa population était de 449 habitants au 31 décembre 2010. Elle est connue pour son vignoble (Eichenberg) appartenant au domaine du château de Rattey (1806).

## Géographie
Schönbeck se trouve à vingt-cinq kilomètres à l'est de Neubrandenburg et à quinze kilomètres au nord de Woldegk. Un parc naturel se trouve au sud de la commune. Outre le village de Schönbeck, la commune regroupe les villages et hameaux de Charlottenhof, Neu Schönbeck, Poggendorf et Rattey.

## Personnalités liées à la commune
- Wilhelm Sauer (1831-1916), facteur d'orgues né à Schönbeck.